# Museu de Microbiologia do Instituto Butantan
Inaugurado em 2002, em meio às comemorações do 101º aniversário do Instituto Butantan, o Museu de Microbiologia integra o complexo científico e cultural do Instituto Butantan juntamente com o Museu Biológico, o Museu Histórico, o Museu de Saúde Pública Emilio Ribas e o Museu da Vacina. A missão do museu é "estimular a curiosidade científica nas pessoas, principalmente nos jovens, promover oportunidades de aproximação da cultura científica pelo público em geral por meio de suas exposições e ações educativas, a fim de promover cidadãos críticos e atuantes na sociedade." Em 2023, o museu completou 21 anos. Para celebrar esse marco foram realizadas algumas solenidades como a revitalização da praça que dá acesso a entrada do museu, um encontro de gerações das equipes que trabalharam nele, inauguração da exposição temporária "Coleção Os Cientistas: memórias e reencontros" e a mudança do nome oficial que passou a se chamar Museu de Microbiologia Prof. Isaias Raw.

## História
A origem do Museu de Microbiologia se relaciona com as transformações com que o Instituto Butantan lidava na época, no que diz respeito a ampliação das pesquisas nos campos da microbiologia, imunologia e farmacologia, assim como em relação ao amplo desenvolvimento tecnológico que culminaram no protagonismo nacional de produção de vacinas. Diante desse novo cenário houve um movimento interno entre pesquisadores da instituição que entenderam ser fundamental externalizar tais avanços para a sociedade como um todo. Sob a liderança do cientista e médico Isaías Raw (https://pt.wikipedia.org/wiki/Isaias_Raw), o projeto do Museu de Microbiologia, por ele idealizado, foi gerado no âmbito da Fundação Butantan com apoio da Fundação de Amparo à Pesquisa do Estado de São Paulo (FAPESP), Fundação Vitae, Fundação Sardi e Aventis Pasteur.
Para além de enaltecer o compromisso institucional com a saúde pública brasileira, a idealização do museu também esteve ligada, principalmente, a aspectos educacionais que pudessem transmitir a produção e socialização dos conhecimentos científicos gerados no Instituto. Influenciados pelos projetos de ensino de ciências dos anos de 1960 e 1970 - o próprio Isaías Raw liderou alguns projetos à época -, em que a experimentação seria um caminho para compreender o fazer científico, os conceptores do museu trabalharam em uma proposta expositiva que poderia ser um espaço complementar para ações de escolas públicas, sobretudo para alunos do ensino médio. O Laboratório Didático, destinado para atividades agendadas com grupos de estudantes do Ensino Médio e anos finais do Ensino Fundamental II, evidencia esse propósito, uma vez que se encontra alinhado ao pensamento do ensino de ciências no período mencionado anteriormente. Essa lógica foi ampliada em 2010 quando da inauguração de um novo espaço dedicado a crianças de 4 a 6 anos, de modo que a exposição de longa duração deixou de ser focada a um público específico e passou a atender públicos mais diversos.

## Exposições
O museu conta com uma exposição de longa duração organizada em três ambientes. O maior deles é o salão principal composto por uma mesa central com 18 painéis contendo textos, microscópios, lupas e modelos tridimensionais de microrganismos, margeada por computadores e monitores com atividades interativas. Com o passar dos anos, adequações foram sendo realizadas à medida que o museu passou a ser conhecido peo grande público. Atualmente, há projetos em andamento a fim de modernizar esse ambiente. 
Em 2006 foi inaugurado o segundo ambiente expositivo do museu, A Praça dos Cientistas. Localizado na área externa do prédio principal do museu, é um espaço aprazível, que além de apresentar 11 bustos de renomados pesquisadores da microbiologia e da imunologia, é um local de descanso para os visitantes que podem aproveitar para ler as biografias dos cientistas ali representados. O espaço foi modernizado em 2010 com recursos da área de Difusão do Centro de Toxinologia Aplicada (CAT/CEPID/FAPESP).
Por fim, o terceiro espaço é uma exposição destinada ao público infantil, intitulada “O Mundo Gigante dos Micróbios”. Inaugurado em 2010 e destinado principalmente para crianças de quatro a seis anos, esse ambiente foi desenvolvido após a percepção da necessidade em atender o público infantil que cada vez mais era recorrente no museu. Desenvolvida ao longo de dois anos, a exposição teve a criança como protagonista e parceira desde sua concepção. Abrigada no prédio principal, ao lado da primeira exposição de longa duração do museu, a exposição conta com os seguintes temas: escala, diversidade, função biológica dos microrganismos e a relação deles com os seres humanos na alimentação.

## Arquitetura
Localizado em uma edificação construída nos anos de 1970, o prédio do museu abrigava inicialmente um antigo restaurante para visitantes e posteriormente para funcionários do Instituto até meados dos anos de 1990, sendo desativado por problemas de infiltração. A convite de Isaías Raw, o escritório do arquiteto Márcio Kogan foi o responsável pela reforma do ambiente de 500m². A proposta foi aproveitar a estrutura já existente e ao mesmo tempo dar nova forma à edificação, acrescentando um ripado de madeira em volta do prédio, que controla a luz incidente nas fachadas envidraçadas, a fim de harmonizar com a paisagem do entorno e garantir leveza e modernidade à construção.
O resultado final deu ar contemporâneo ao prédio ao equilibrar o peso e a opacidade do concreto com a leveza do ripado de ipê natural que reveste uma parte do edifício.

## Acessibilidade
Em 2012, o museu em parceria com a Fundação Dorina Nowill implantou o programa "MicroToque", voltado para o público com deficiência visual, parcial ou total. O objetivo é propiciar a aproximação aos 4 grupos de microrganismos além de permitir conhecer o espaço físico do museu. O material conta com uma maquete do museu, de alta resistência ao toque, e colorida (duas cores contrastantes) para o público com baixa visão, além de 4 modelos de microrganismos em tamanho ampliado. Todos os objetos do referido material possuem legendas em braile e em macro caracteres. Além disso, os bustos da Praça dos Cientistas ganharam etiquetas em braile e audiodescrição.
Em 2016 o museu ampliou suas ações de acessibilidade. A partir de um projeto financiado pelo ProAC, a exposição passou a contar com 10 pontos com audiodescrição e vídeo em libras. Por meio de QRcodes os visitantes cegos, de baixa visão e surdos podem conhecer mais sobre alguns objetos, espaços e aparatos expositivos do museu.

## Prêmios
Prêmio Darcy Ribeiro
O Museu, em maio de 2008, recebeu a Menção Honrosa do Prêmio Darcy Ribeiro, concedido pelo IPHAN (Instituto do Patrimônio Histórico e Artístico Nacional), por se destacar em suas ações educativas aproximando as diferenças, por meio de:
·        produções audiovisuais - vídeos educativos para a alfabetização científica;
·        produção de kits - kits de experimentação científica;
·        participação em feiras - participação em eventos externos;
·        educação inclusiva - ampliação do conteúdo para deficientes visuais.
Prêmio Pontinhos da Cultura
Com o projeto intitulado “Um museu de ciências mais acessível para crianças”, o Museu de Microbiologia foi agraciado com o prêmio “Pontinhos de Cultura”, concedido pelo Ministério da Cultura, no valor de R$ 30.000,00 pela elaboração do projeto em que as crianças definiram, junto com a equipe executora, os eixos e os conteúdos a serem trabalhados em uma exposição sobre microbiologia voltada para o público infantil – “O Mundo Gigante dos Micróbios”. O objetivo desse prêmio visou incentivar ações lúdicas que promovam a transmissão e preservação da Cultura da Infância, fortalecendo os direitos da criança segundo o Estatuto da Criança e do Adolescente.

## Isaías Raw
Médico e Cientista, o fundador do Museu de Microbiologia dedicou-se principalmente à pesquisa na área da bioquímica. Foi o primeiro professor a mudar-se para o Instituto de Química na USP, iniciando assim uma reforma universitária. Também introduziu inovações no Ensino de Ciências, na Escola Secundária e criou a FUNBEC (Fundação Brasileira para o Desenvolvimento do Ensino de Ciências). Dedicou-se ao Instituto Butantan durante 30 anos, afastando-se do cargo de Diretor em 2015.

## Galeria

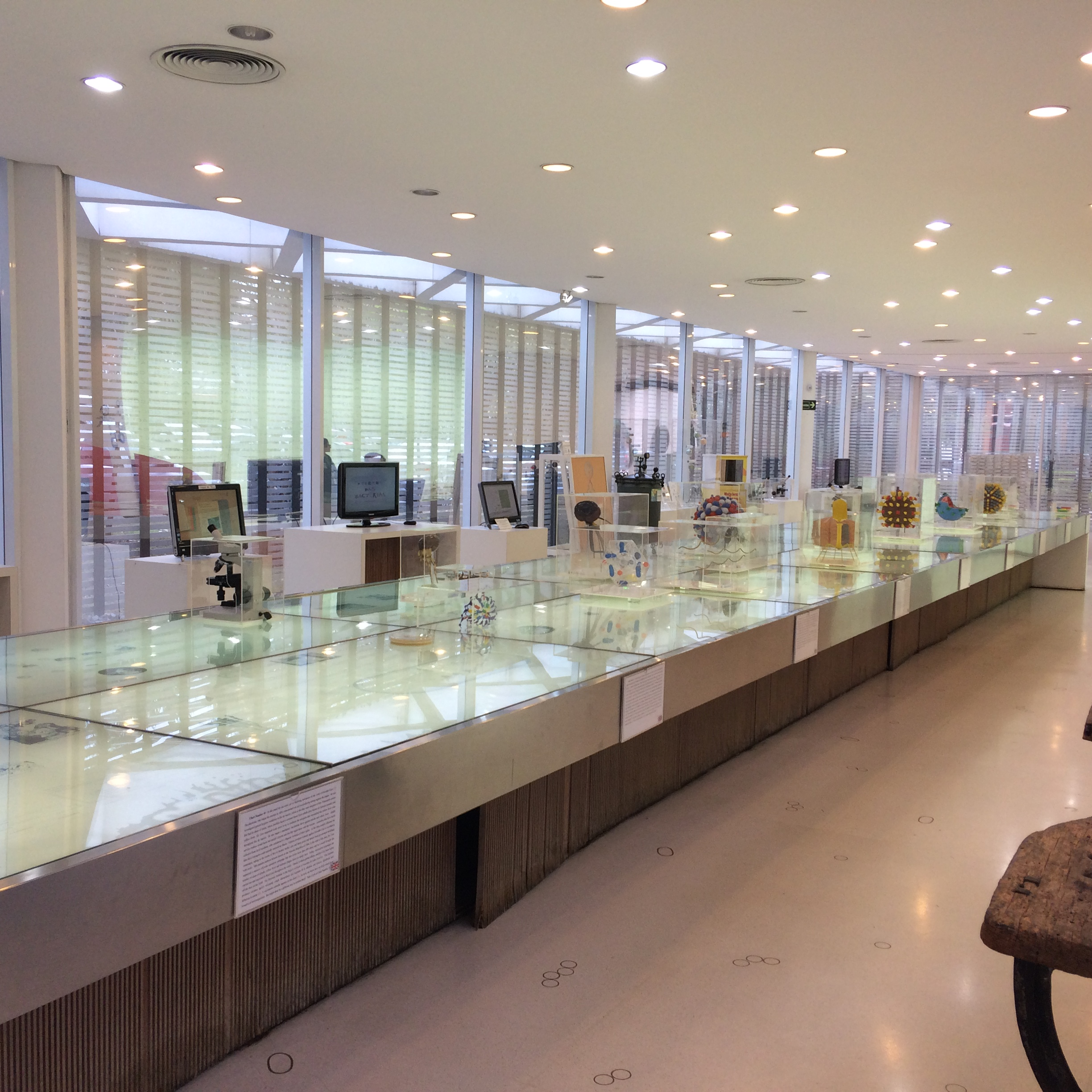
Imagem da exposição de longa duração.
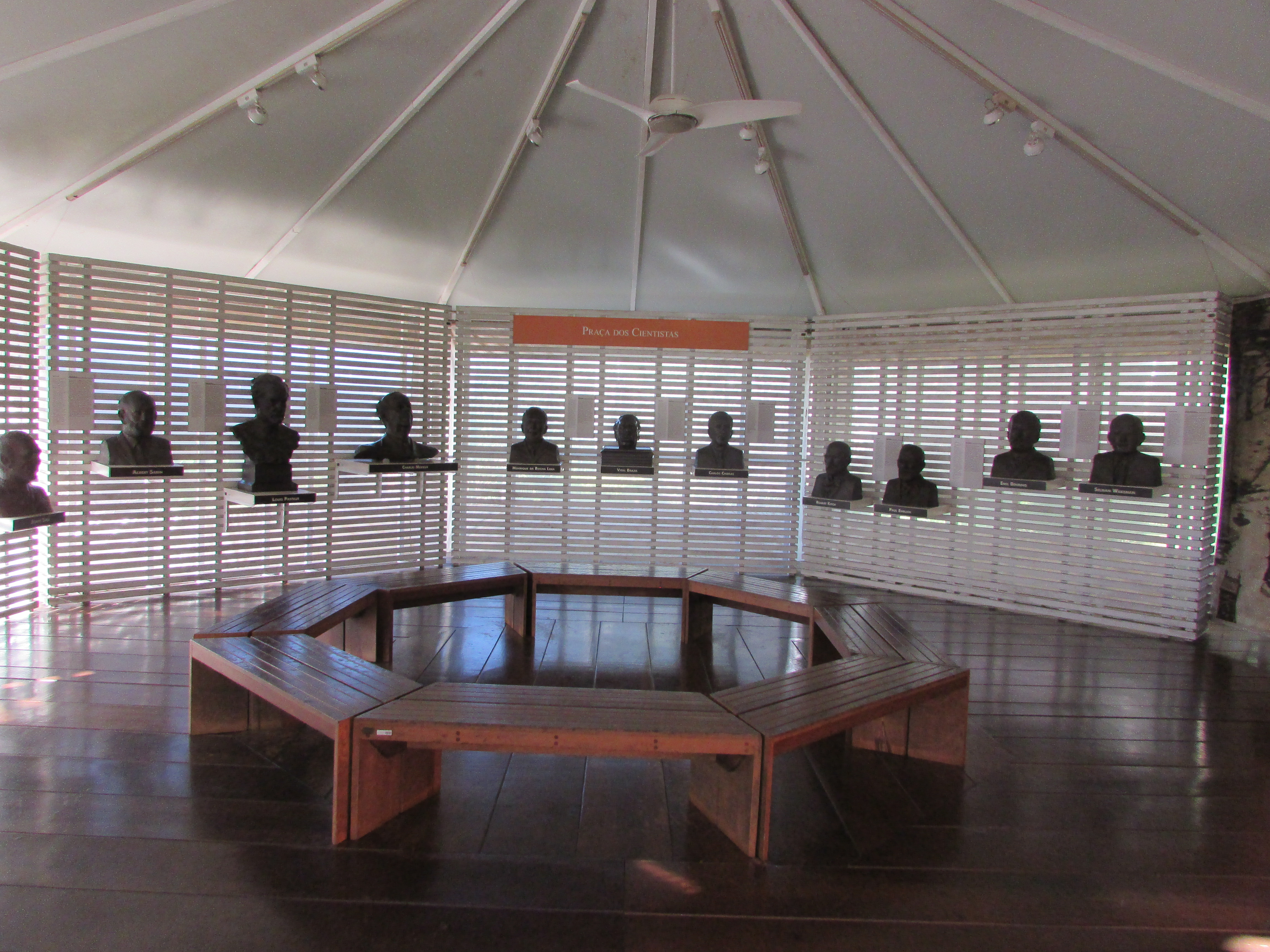
Praça dos Cientistas
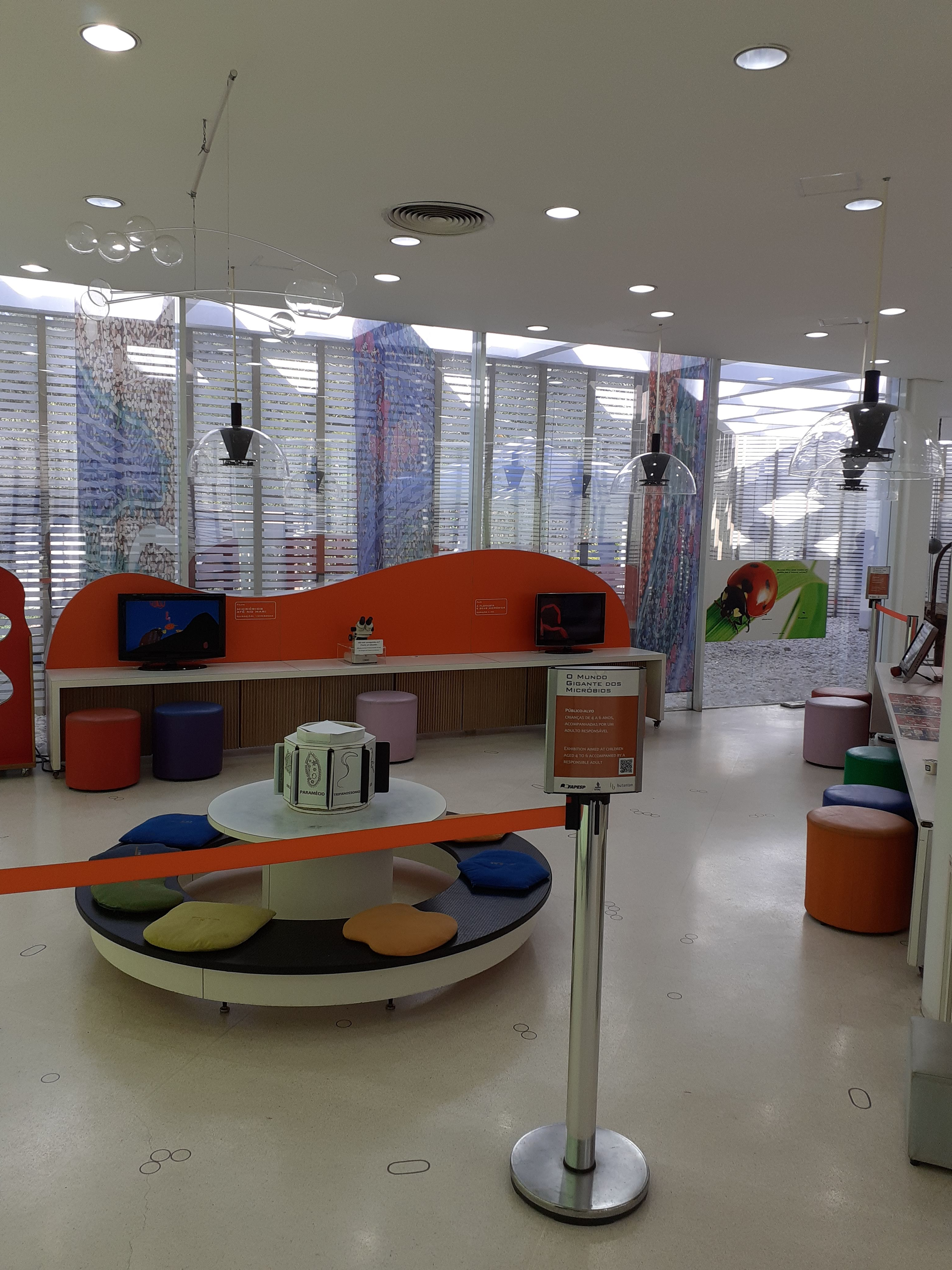
Exposição "O Mundo Gigante dos Micróbios"
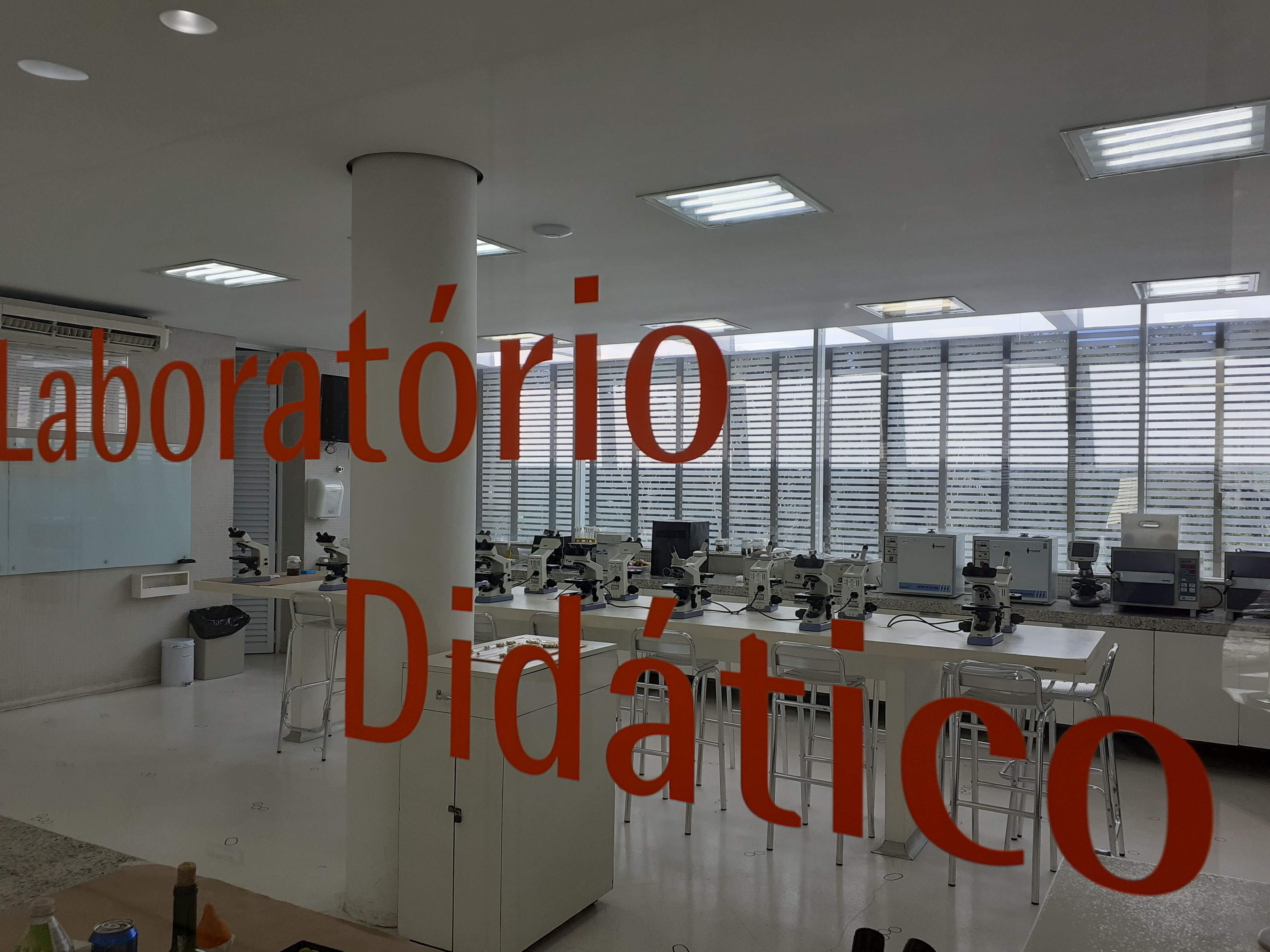
Laboratório Didático
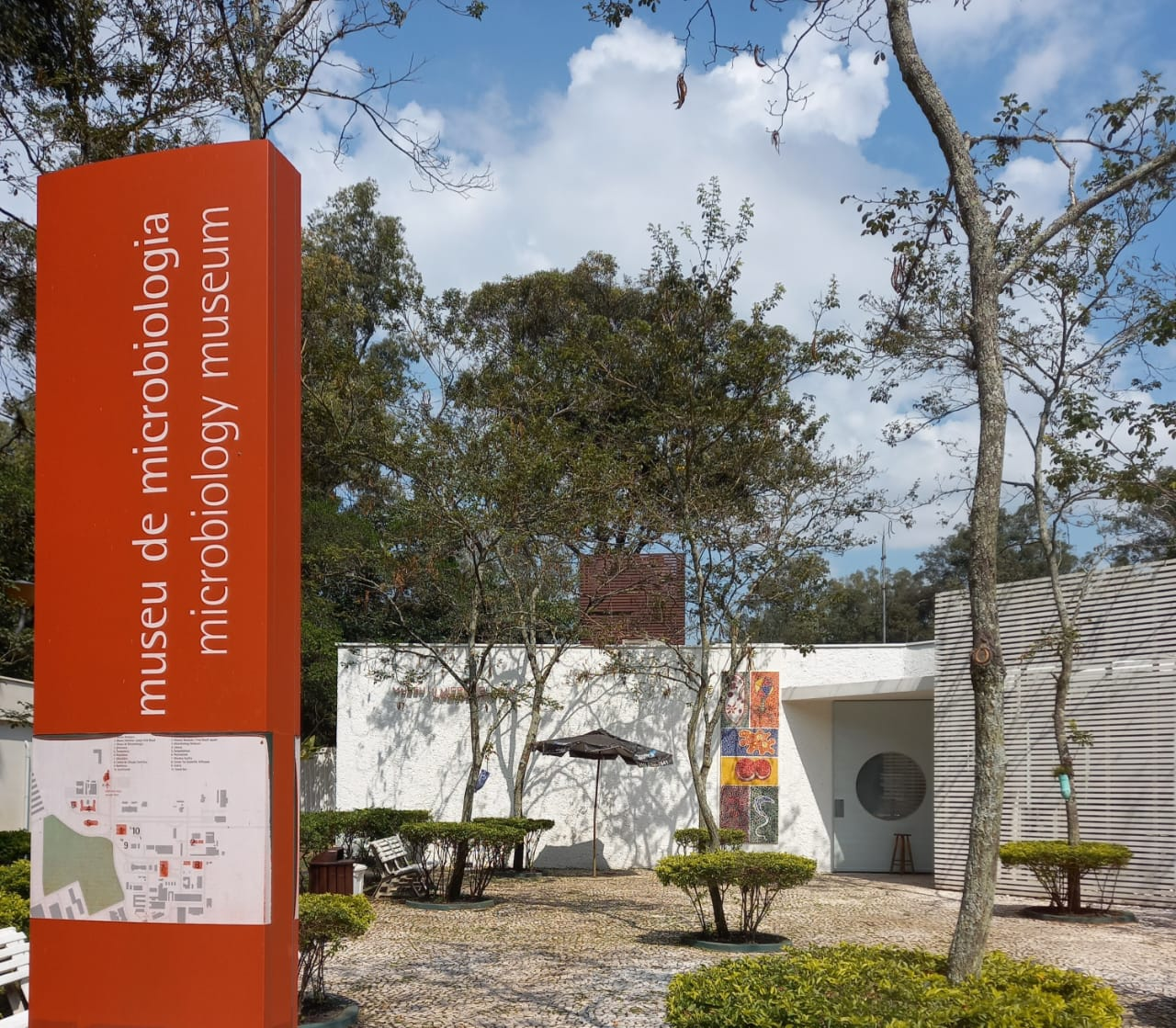
Museu de Microbiologia - praça e entrada
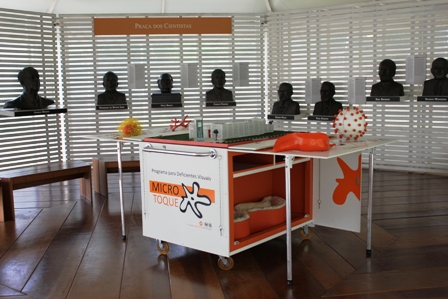
Projeto MicroToque
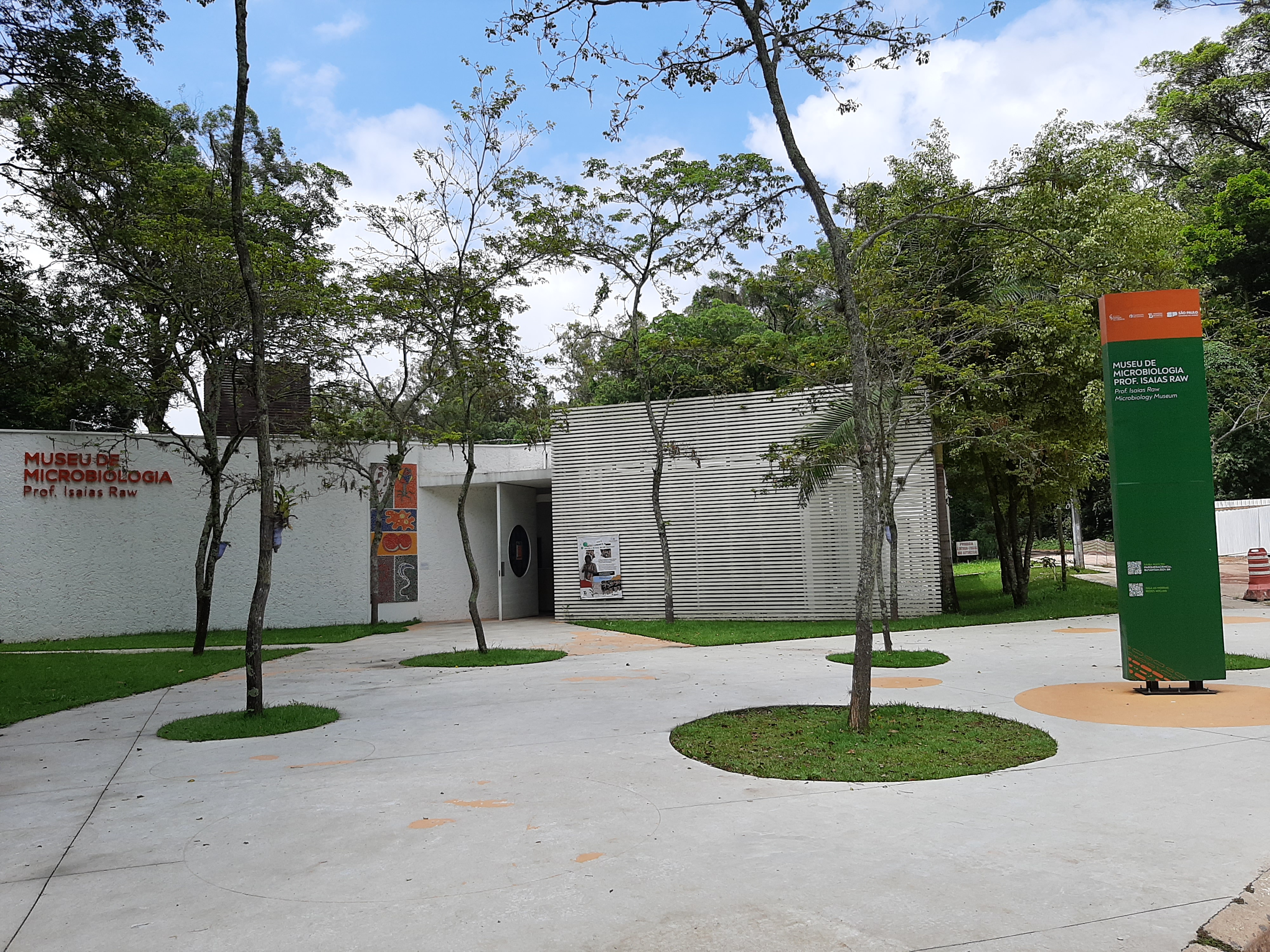
Fachada museu reestilizada em 2023

## Ver Também
- Instituto Butantan
- Museu Biológico Instituto Butantan
- Fundação Dorina Nowill
- Marcio Kogan